# Conomitrium inaequale
Conomitrium inaequale là một loài Rêu trong họ Fissidentaceae. Loài này được (Mitt.) A. Jaeger mô tả khoa học đầu tiên năm 1876.